# Empidonomus
Az Empidonomus a madarak osztályának a verébalakúak (Passeriformes) rendjébe és a királygébicsfélék (Tyrannidae) családjába tartozó nem.

## Rendszerezés
A nembe az alábbi 2 faj tartozik:
- Empidonomus aurantioatrocristatus vagy Griseotyrannus aurantioatrocristatus
- Empidonomus varius